# Herzenssache (Album)
Herzenssache ist das Debütalbum des deutschen Schlagersängers Ramon Roselly. Es erschien am 9. April 2020 beim Label Electrola.

## Hintergrund
Ramon Rosellys konnte sich mit seiner Interpretation des von Dieter Bohlen komponierten Liedes Eine Nacht gegen seine Konkurrentin Chiara D’Amico durchsetzen und gewann die 17. Staffel von Deutschland sucht den Superstar. Das Lied erreichte in der ersten Woche auf Anhieb Platz eins der deutschen Singlecharts. Damit wurde er der 12. DSDS-Sieger, dem das gelang. Am 8. April 2020 erschien das entsprechende Musikvideo. Sein Debütalbum Herzenssache, auf dem seine erste Single enthalten ist, wurde einen Tag später von Electrola veröffentlicht und stieg auf Platz zwei der deutschen Albumcharts ein. In den Ö3 Austria Top 40 platzierte sich das Album in der ersten Woche auf Platz 1.
Das Album wurde von Dieter Bohlen produziert und enthält insgesamt zwölf Lieder, von denen fünf Lieder gecovert wurden. Mit den Titeln Wenn du gehst und Ist es wahr? coverte er seine für Fantasy und Beatrice Egli selbst produzierten Songs.

## Titelliste
| Nr. | Titel                                                                          | Autor(en)     | Länge |
| --- | ------------------------------------------------------------------------------ | ------------- | ----- |
| 1.  | Nachts, wenn ich so alleine bin                                                | Dieter Bohlen | 3:31  |
| 2.  | Wenn du gehst (Cover von Fantasy)                                              | Dieter Bohlen | 3:20  |
| 3.  | Es gibt kein Wort dafür                                                        | Dieter Bohlen | 3:27  |
| 4.  | Eine Nacht                                                                     | Dieter Bohlen | 3:31  |
| 5.  | Wie zwei Sterne im Himmel                                                      | Dieter Bohlen | 3:05  |
| 6.  | Der Himmel kann die Hölle sein                                                 | Dieter Bohlen | 3:50  |
| 7.  | Eine Sommernacht mit dir                                                       | Dieter Bohlen | 3:18  |
| 8.  | Du hast ja Tränen in den Augen (Cover von Darrell Glenns Crying In The Chapel) |               | 2:35  |
| 9.  | Sag einfach ja                                                                 | Dieter Bohlen | 3:42  |
| 10. | Ist es wahr? (Cover von Beatrice Eglis Ich geb Dir mein Ehrenwort)             | Dieter Bohlen | 2:49  |
| 11. | 100 Jahre sind noch zu kurz (Cover von Randolph Rose)                          |               | 3:18  |
| 12. | Mandy (Cover von Scott Englishs Brandy)                                        |               | 3:17  |

## Kommerzieller Erfolg

### Chartplatzierungen
Herzenssache avancierte zum Nummer-eins-Album in Österreich sowie zum Top-10-Erfolg in Deutschland (Rang 2) und der Schweiz (Rang 3). Für Roselly ist es in allen D-A-CH-Staaten der erste Charterfolg in den Albumcharts.
Darüber hinaus erreichte das Album in Deutschland auch die Chartspitze der deutschsprachigen Albumcharts, die Chartspitze der wöchentlichen Schlagercharts sowie die Chartspitze der monatlichen Schlagercharts.
| ChartsChartplatzierungen | Höchstplatzierung | Wochen |
| ------------------------ | ----------------- | ------ |
| Deutschland (GfK)        | 2 (34 Wo.)        | 34     |
| Österreich (Ö3)          | 1 (39 Wo.)        | 39     |
| Schweiz (IFPI)           | 3 (21 Wo.)        | 21     |

| ChartsJahrescharts (2020) | Platzierung |
| ------------------------- | ----------- |
| Deutschland (GfK)         | 14          |
| Österreich (Ö3)           | 12          |
| Schweiz (IFPI)            | 64          |

### Auszeichnungen für Musikverkäufe
| Land/Region        | Auszeichnungen für Musikverkäufe (Land/Region, Auszeichnung, Verkäufe) | Verkäufe |
| ------------------ | ---------------------------------------------------------------------- | -------- |
| Deutschland (BVMI) | Gold                                                                   | 100.000  |
| Österreich (IFPI)  | Gold                                                                   | 7.500    |
| Insgesamt          | 2× Gold ·                                                              | 107.500  |